# Оттен, Николай Давидович
Николай Давидович Поташинский (псевд. Оттен; 1907—1983) — советский кинодраматург, переводчик, сценарист, критик.

## Биография
Родился 1 ноября 1907 года[по какому календарю?] в Санкт-Петербурге в семье предпринимателя, заведующего редакцией и коммерческого директора журнала «Сатирикон» Давида Давидовича Поташинского.
В 1929 году закончил Ленинградский политехнический институт (экономический факультет).
С 1924 года начал публиковать в газетах и журналах статьи и рецензии по вопросам театра и киноискусства.
Член Союза писателей с 1941 года. В конце 1940-х годов подвергался критике за космополитизм. Жил в Тарусе, в 1960—1970-е годы дом Голышевых-Оттенов на улице Садовой был своеобразным диссидентским центром, здесь в разное время гостили Иосиф Бродский (единственный из всех писавших тут литераторов полностью проигнорировал сам город Тарусу), Надежда Мандельштам, Ариадна Эфрон, Александр Гинзбург
Умер 7 июля 1983 года. Похоронен в Тарусе на старом городском кладбище

## Семья
Был женат на переводчице Е. М. Голышевой. С 1955 года жил в Тарусе — 1-я Садовая, 2; их дом посещали К. Паустовский, Н. Мандельштам, А.Солженицын и многие другие, некоторое время жили Александр Гинзбург и Иосиф Бродский.